# 青山駅 (京畿道)
青山駅（チョンサンえき）は大韓民国京畿道漣川郡青山面にある、韓国鉄道公社京元線の駅。

## 駅構造
相対式ホーム2面2線を有する高架駅。　

### のりば
| ホーム | 路線       | 種別 | 行先                             |
| ------ | ---------- | ---- | -------------------------------- |
| 下り   | 京元電鉄線 | 緩行 | 光云大・ソウル駅・九老・仁川方面 |
| 上り   | 京元電鉄線 | 緩行 | 全谷・漣川 方面                  |

## 駅周辺
- 青山面事務所
- 福祉会館

## 歴史

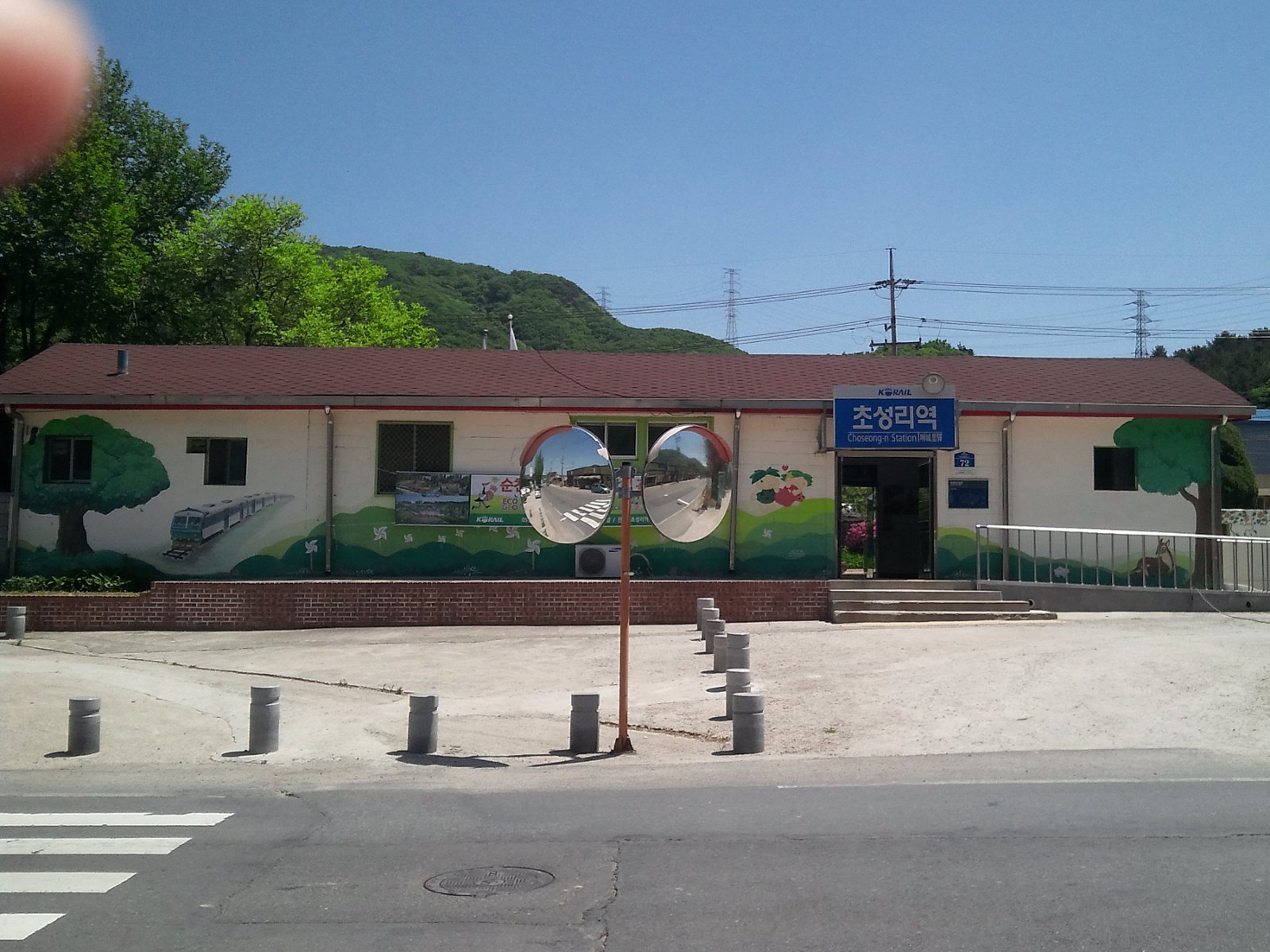
電化前に使われていた旧駅舎(2013年5月)

- 1950年10月5日 - 国連軍の軍需品の置き場所として営業開始。
- 1951年12月30日 - 哨城里駅として正式開業。
- 1953年9月10日 - 鉄道庁に移管。
- 1959年8月10日 - 普通駅に昇格。
- 2008年12月1日 - 乗車券車内取り扱い駅に指定。
- 2011年7月28日 - 2011年7月の韓国中部集中豪雨による線路の流失で、営業一時中断、観光列車と貨物列車もこの駅までの運行となった。
- 2012年3月21日 - 哨城鉄橋の完工により通勤列車の運行が再開され、同時に本数が1日6便に減便。
- 2012年7月1日 - 通勤列車の運行便数が増便。
- 2023年11月21日 - 青山駅に改称[1]。
- 2023年12月16日 - 首都圏電鉄1号線の駅として広域電鉄化、これに伴い移設。

## 利用状況
近年の一日平均利用人員推移は下記のとおり。なお、2023年の数値は開通日である2023年12月16日から12月31日までの16日間の集計を反映したものである。
| 路線       | 路線     | 2023年 | 2024年 | 2025年 | 2026年 | 2027年 | 2028年 | 2029年 | 2030年 | 2031年 | 2032年 | 出典  |
| ---------- | -------- | ------ | ------ | ------ | ------ | ------ | ------ | ------ | ------ | ------ | ------ | ----- |
| 京元電鉄線 | 乗車人員 | 139    |        |        |        |        |        |        |        |        |        | [ 2 ] |
| 京元電鉄線 | 降車人員 | 130    |        |        |        |        |        |        |        |        |        | [ 2 ] |

## 隣の駅
韓国鉄道公社
 京元電鉄線
緩行
全谷駅 (100-2) - 青山駅 (100-1) - 逍遥山駅 (100)